# Guafo
Guafo è un'isola del Cile che si trova nell'oceano Pacifico. Appartiene alla regione di Los Lagos e alla provincia di Chiloé; è amministrata dal comune di Quellón.
L'isola, ricoperta di foresta primaria, è situata all'ingresso del golfo del Corcovado, a sud-ovest di Chiloé e a nord-ovest dell'arcipelago dei Chonos.
Sull'isola non c'è una popolazione permanente ad eccezione dei guardiani del faro che si alternano ogni 4 mesi. Il faro, costruito nel 1907 da George Slight, è alto solo 8 metri ma si trova collocato a 144 m di altezza.
“L’insostituibile isola di Guafo in Cile è ora protetta dall’estrazione del carbone, dal disboscamento e da altre industrie distruttive”. Così Leonardo Di Caprio ha annunciato l’acquisto, attraverso la fondazione Rewild, di una delle aree più preziose per la biodiversità dell’Oceano Pacifico. L’attore, da anni impegnato nella tutela dell’ambiente, ha spiegato che “grazie al recente acquisto da parte di un privato, di Rewild e dei suoi partner”, tra cui la Rotschild Foundation, “è stata garantita la conservazione per sempre di quest’area chiave per la biodiversità”. L’isola di Guafo, circa 197 chilometri quadrati nell’arcipelago cileno di Chiloé, era in vendita dal 2020 per 20 milioni di dollari. Ospita la più grande colonia al mondo di berte fuligginose, che ogni anno migrano per oltre 64 mila chilometri, oltre a pinguini di Magellano e lontre marine in via di estinzione. Il prossimo passo, racconta Di Caprio, sarà “donare la proprietà al governo cileno per convertirla in un Parco Nazionale, garantendo così la conservazione di questo luogo vitale per le generazioni future”. Un gesto che ribadisce la sua visione: “Proteggere questi luoghi significa proteggere il futuro del pianeta” (Ansa).

## Fauna
Su Guafo vive la più grande colonia riproduttiva al mondo di berta grigia (4 milioni di individui).
L'isola è sito di riproduzione dell'otaria orsina sudamericana (circa 3000 esemplari); sono presenti la lontra marina, la balenottera azzurra, la balena franca australe, la megattera, delfinidi e il cefalorinco eutropia. L'area marina circostante, con alti livelli di clorofilla, è ricca di krill e larve di gamberi argentini ed è una zona sfruttata per la pesca di alghe e di ricci di mare.